# Iturifloden
 For alternative betydninger, se Ituri (flertydig). (Se også artikler, som begynder med Ituri (flertydig))
Iturifloden (fransk: Rivière Ituri) er en flod i Den Demokratiske Republik Congo. Den er den vigtigste biflod til Aruwimifloden, som dannes, hvor Ituri møder Nepokofloden. Provinsen Ituri har navn efter floden.

## Flodens løb
Ituri har sit udspring i provinsen Haut-Uele i bjergene vest for Albertsøen, omkring 15 km nord for Kaladau. Den løber hovedsageligt mod syd ind i Ituri-provinsen og forbi Mongbwalu mod øst. Den får tilløb fra Shari-floden nordøst for Irumu omkring 45 km syd-sydvest for Bunia. Malibongo-floden løber til fra venstre nær Komanda Helipad. Derfra løber den mest i vestlig retning til Bomili i Tshopo-provinsen, hvor den løber sammen med Nepoko-floden for at danne Aruwimi.
Ituri er 650 km lang, og Aruwimi er 380 km lang, hvilket giver en samlet længde på 1.030 km.
Floden løber gennem den 63.000 km2 store Ituri regnskov. Omkring en femtedel af regnskoven består af Okapi Wildlife Reserve, der er et verdensarvssted.

## Historie
I 1903 opdagede prospektører, der arbejdede for Fristaten Congo, guld i Ituri-floden. Dette førte til åbningen af Kilo-minen i 1905 og Moto-minen i 1911.